# Ракетохвостые колибри
Ракетохво́стые коли́бри (лат. Discosura) — род птиц семейства колибри.

## Виды
Международный союз орнитологов относит к роду пять видов:
- Острохохлый колючехвостый колибри Discosura popelairii (Du Bus de Gisignies, 1846)
- Чернобрюхий колючехвостый колибри Discosura langsdorffi (Temminck, 1821)
- Медный колючехвостый колибри Discosura letitiae (Bourcier & Mulsant, 1852)
- Зелёный колючехвостый колибри Discosura conversii (Bourcier & Mulsant, 1846)
- Ракетохвостый колибри Discosura longicaudus (Gmelin, 1788)